# BMW U06
La BMW U06 è la seconda generazione della Serie 2 Active Tourer, un'autovettura del tipo monovolume compatta di fascia media, prodotta dalla casa automobilistica tedesca BMW a partire dal 2021.

## Descrizione

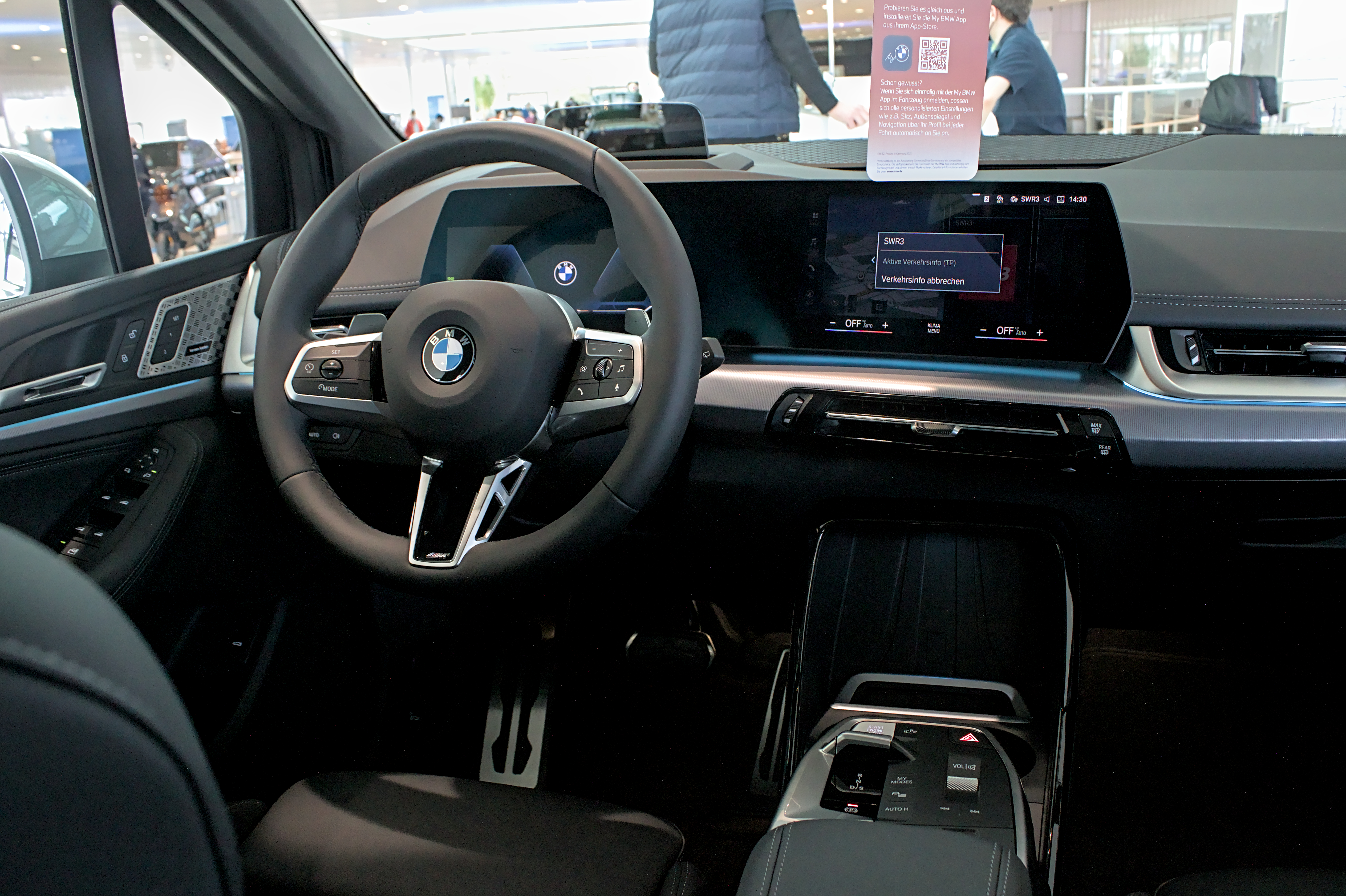
Interni

La seconda generazione della Serie 2 Active Tourer è stata presentata agli inizi di ottobre 2021, con la produzione iniziata a novembre 2021 presso lo stabilimento BMW di Lipsia.
Il veicolo è basato sul pianale BMW UKL. Le dimensioni esterne della carrozzeria, rispetto alla passata generazione, sono leggermente aumentate a parità di passo, mentre la variante più lunga a sette posti denominata Gran Tourer da questa generazione non viene più prodotta e prevista. 
L'auto ha un coefficiente di resistenza aerodinamica pari a 0,26. Ciò è stato ottenuto grazie a un sistema di controllo attivo delle prese d'aria nella calandra a doppio rene BMW (che tramite delle palette chiude la griglia frontale quando non è richiesto raffreddare il motore), all'adozione di uno splitter e di una maggiore carenatura del paraurti anteriore, alle maniglie delle portiere che sono a filo della carrozzeria e a un estrattore d'aria posteriore.
All'interno è presente un display curvo simile a quello della BMW iX, che funge sia da quadro strumenti che da impianto per il sistema d'infotainment. Non c'è più il classico rotore per controllare il sistema multimediale iDrive che, a eccezione di pochi pulsanti, si comanda tramite attraverso comandi vocali, gestuali o il display touchscreen.

## Motorizzazioni
Al lancio l'unica motorizzazione a gasolio disponibile è la 218d. I modelli 220i e 223i sono dotati di un sistema ibrido leggero a 48 Volt coadiuvato da un motore elettrico integrato nel cambio con potenza massima di 14 kW (19 CV) e 55 Nm di coppia; ciò, oltre che dare un surplus di potenza, permette anche di ridurre il consumo di carburante. Due le versioni ibride plug-in, le 225e xDrive e 230e xDrive, con un'autonomia in modalità solo elettrica di circa 80 chilometri secondo il ciclo di omologazione WLTP. La batteria, che è più grande di circa il 50% rispetto alla vecchia generazione, è integrata nel pavimento e può essere caricata da una presa domestica in meno di otto ore. Tutte le versioni e motorizzazioni sono abbinate di serie a una trasmissione a doppia frizione a 7 marce.